# Josep Gispert Blai
Josep Gispert Blai (o Blay) va ser un religiós escolapi nascut a Reus el 21 de maig de 1847 i mort a Barcelona el 18 d'octubre de 1893.
Era fill de Josep Gispert, sastre, i de Raimunda Blai, tots dos de Reus. Va estudiar les primeres lletres amb el mestre Francesc Berenguer i després als «Padres», l'Escola Pia de Reus. L'any 1864 va vestir els hàbits de l'orde de les Escoles Pies. Va anar a Sabadell a seguir els estudis, i al cap de dos anys al convent de Moià. Acabada la carrera va anar al col·legi de Sant Antoni a Barcelona, on hi va estar tota la vida, i on va morir. Va ensenyar lògica i filosofia, història natural, matemàtiques i agricultura. L'any 1885, el pare general Joan Mestre el va nomenar secretari seu i vicerector de l'escola, i més endavant rector i assistent provincial.
Atent a la vida dels seus deixebles, no permetia que cap alumne abandonés els estudis per tenir pocs recursos econòmics. Amb el seu amic i company des dels primers estudis a Reus, Jaume Espasell, va adaptar l'ensenyament a l'escola segons les noves normes educatives del batxillerat, i per millorar els espais dedicats a l'ensenyança van proposar els dos escolapis el trasllat de l'escola a la veïna Sarrià, on es va construir un gran edifici que no va veure acabar. Va ser membre de l'Acadèmia de Sant Tomàs d'Aquino de Barcelona.
Va morir de malaltia greu, i la premsa reusenca se'n va fer ressò: La Correspondencia de Reus (2 de novembre de 1893), Lo Somatent (3 de novembre de 1893) i el Diari de Reus (3 i 5 de novembre de 1893).

## Obres
Va escriure llibres de text, com ara un titulat Elementos de agricultura para uso de las Escuelas Pías. Barcelona: Librería Niubó, 1885, i va fer imprimir tres discursos que va pronunciar a l'Acadèmia de Sant Tomàs d'Aquino.